# Grete Berger
Grete Berger (n. 1883, Krnov⁠(d), Moravia-Silezia, Cehia – d. 1944, Lagărul de exterminare Auschwitz-Birkenau, Germania Nazistă) a fost o actriță austriacă și germană de teatru și de film a cărei carieră s-a încheiat brusc în urma ascensiunii partidului nazist în 1933. Berger a murit în lagărul de concentrare din Auschwitz în 1944, la scurt timp după sosirea ei acolo.

## Carieră
Grete Berger s-a născut ca Margarethe Berg într-o familie evreiască din Silezia austriacă. Și-a început educația sub îndrumarea profesoarei de actorie Rosa Roth la Viena. A debutat pe scenă la 1 septembrie 1903 la Berlin la Teatrul German (Deutsches Theatre). Din 1904 a lucrat la Teatrul Deutsches, sub conducerea regizorului de teatru și a pedagogului Max Reinhardt, în această perioadă a interpretat roluri de personaje tinere. În 1911 ea a realizat cu trupa de actori a lui Reinhardt un turneu la Praga și Sank Petersburg unde au jucat piesa lui Sofocle, Oedip rege. Printre alte roluri notabile la Berlin s-a numărat: Puck în Visul unei nopți de vară de William Shakespeare, rolul principal în drama lui Hugo von Hofmannsthal, Elektra, Desiree în Contele de Charolais de Richard Beer-Hofmann, rolul Marikke în Johannisfeuer de Hermann Sudermann și ca Rahel în Evreica din Toledo (Die Jüdin von Toledo) de Franz Grillparzer.
În 1913 și 1914, ea a apărut în fața camerei de filmat în mai multe filme mute și a devenit cunoscută pentru rolul principal feminin al Contesei Margit Schwarzenberg în filmul de groază din 1913 regizat de Stellan Rye și Paul Wegener, Studentul din Praga. De asemenea, Stellan Rye a distribuit-o în alte câteva dintre filmele sale, inclusiv în câteva filme de groază scrise de iubitul lui Berger, Hanns Heinz Ewers. După izbucnirea Primului Război Mondial în 1914, Berger a revenit pe scenă.
În anii 1920, ea a fost distribuită într-o serie de filme, inclusiv multiple roluri în filme regizate de Fritz Lang. După ultimul ei film, Țara fără femei (Das Land ohne Frauen), în 1929, Berger nu a mai lucrat în industria cinematografică.

## Persecuție nazistă și moarte
Ascensiunea la putere a naziștilor în 1933 și implementarea legilor și restricțiilor antisemite au însemnat sfârșitul carierei lui Berger. Ulterior a fugit împreună cu soțul ei în Italia. Aici însă a fost arestată de autoritățile germane de ocupație în cursul unei operațiuni generale de vânători a evreilor la 7 aprilie 1944 la Roma. Deportarea lor într-un lagăr de concentrare nazist a fost programată pentru 10 aprilie 1944. Grete Berger a fost transferată în tabăra de adunare și de tranzit a evreilor Fossoli, lângă Carpi, Emilia-Romagna. Acolo a cunoscut-o pe colega sa de la Deutsches Theatre, Jacob Feldhammer. Din Fossoli, forțele ocupante germane le-au deportat pe ambele actrițe la 16 mai 1944 în lagărul de concentrare de la Auschwitz, unde Berger și Feldhammer au fost ucise la scurt timp după sosirea lor la 23 mai 1944.

## Filmografie selectată
- 1913: Der Verführte
- 1913: Die ideale Gattin
- 1913: Der Student von Prag (Studentul din Praga)
- 1913: Die Augen des Ole Brandis
- 1913: Der Ring des schwedischen Reiters
- 1913: Ein Sommernachtstraum in unserer Zeit
- 1913: Evinrude
- 1914: Erlkönigs Tochter
- 1921: Die Geheimnisse von Berlin
- 1921: Der müde Tod (Moartea obosită)
- 1921: Menschen im Rausch
- 1922: Dr. Mabuse, der Spieler
- 1922: Die Intrigen der Madame de la Pommeraye
- 1922: Phantom
- 1923: Die grüne Manuela
- 1923: Der steinerne Reiter
- 1923: Das alte Gesetz
- 1924: Die Nibelungen: Siegfried
- 1925: Die Aßmanns
- 1926: In Treue stark
- 1926: Metropolis
- 1928: Spione
- 1929: Das Land ohne Frauen